# Lygodactylus blanci
Lygodactylus blanci är en ödleart som beskrevs av  Pasteur 1967. Lygodactylus blanci ingår i släktet Lygodactylus och familjen geckoödlor. IUCN kategoriserar arten globalt som sårbar. Inga underarter finns listade i Catalogue of Life.